# アレクサンドル・ブーロフ
アレクサンドル・ブーロフ（Alexander Brullov、）は、ロシアの建築家。技術科学者。
ヴフテマス出身で、ヴェスニン兄弟に師事した。1936年から1938年に、モスクワ建築大学、1934年から1958年の間、ソ連建築アカデミー大学院にて教鞭を執る。その間1931年にアメリカ合衆国へ、1925年と1936年にはイタリアやドイツ、フランスに留学している。現代建築家協会会員。
1920年代構成主義的な作品を残し、1930年代には、ネオクラシシズムの新建築への応用に関わる。1934年から1941年にかけて自身が開発した大ブロック式集合住宅シリーズは、大量生産型住宅の原型ともなった。現存する代表作として、中央建築家会館（旧IBAレマン邸）増築などがある。